# Unterseeboot 2326
L’Unterseeboot 2326 est un sous-marin allemand Unterseeboot type XXIII utilisé par la Kriegsmarine pendant la Seconde Guerre mondiale. Récupéré par la Marine nationale française en février 1946, il a disparu au large de Toulon avec son équipage en décembre 1946.

## Historique
Ce navire de la Kriegsmarine s'est rendu aux Britanniques le 14 mai 1945 à Dundee en Écosse, à la suite de la capitulation du Troisième Reich. Il échappe à l'opération Regenbogen, l'ordre de sabordage donné par le commandement allemand, et à l'opération Deadlight, sabordage organisé par les Alliés.
L'U-2326 ainsi que l’U-2518 sont récupérés par le Royaume-Uni puis prêtés à la France après la signature d'accords (opération Thankful) pour une durée de deux ans. Ces deux navires arrivent à Cherbourg (Cherbourg-en-Cotentin depuis 2016), par remorquage le 13 février 1946. La marine nationale commence alors la remise en état des bâtiments mais le manque d'informations ralentit la démarche. En effet, aucun plan complet n'est à la disposition du STCAN (Service Technique des Constructions et Armes Navales). 
Les seuls plans disponibles proviennent de la DCAN, à Toulon, où ils ont été laissés par les forces allemandes en déroute. La Kriegsmarine avait commencé l'assemblage de sous-marins de Type XXIII dans le tunnel St Pierre à Saint-Mandrier-sur-Mer, en vue d'en engager un grand nombre en Méditerranée. D'autres renseignements venaient de l'ECAN (Établissement des Constructions et Armes Navales) d'Indret qui avait procédé à des essais de propulsion des moteurs Diesel ainsi que des moteurs électriques.

## Service en France
Des sous-mariniers de l'Archimède sont détachés pour armer le U-2326 et effectuer une période d'essais à la mer. Le navire quitte le 31 mai 1946 le port de Cherbourg pour La Pallice. L'entrainement de l'équipage et divers exercices s'enchaînent ensuite entre le 22 juillet et le 16 septembre 1946. Il effectue sa première croisière entre le 17 septembre et le 12 octobre 1946, parcourant le trajet entre La Pallice-Casablanca, Alger et Toulon.

## La disparition
Le 5 décembre 1946, l'U-2326 appareille de Toulon pour une nouvelle série d'essais. Le lieutenant de vaisseau Émile Avon est son commandant. Il est secondé par l'enseigne de vaisseau de 1re classe Gilbert Rizot et par l'ingénieur mécanicien de 2e classe Jean Duquesne. Le reste de l'équipage est formé de douze officiers mariniers, quartiers-maîtres et matelots. Sont également présents, le capitaine de frégate Jean Mottez, chef de la section sous-marins de l’état-major général, l'ingénieur en chef du Génie maritime Marc Isabelle, le chef d'équipe de l'arsenal Marius Lasalle. En tout, 19 personnes embarquent sur l'U-2326 le 5 décembre 1946.
Le navire effectue sa plongée vers 9 h 40 à une vingtaine de nautiques de Toulon. Il est reconnu par le sémaphore situé au sud de Cepet. Son retour est prévu vers 19 h. Mais à 20 h l'U-2326 ne donne aucun signe. Le Préfet maritime, le vice-amiral Lambert, ordonne alors de commencer les recherches. À 20 h 45, le destroyer d'escorte Marocain de la classe Cannon appareille, suivi à 21 h 25 par le croiseur Montcalm. À 22 h, le Chasseur 131 appareille également, pendant que l'aéronavale et l'armée de l'air envoient deux chasseurs et un bombardier Vickers Wellington.
Le 6 décembre 1946, deux appareils de la base d'aéronautique navale d'Hyères Le Palyvestre patrouillent sans aucun résultat pendant deux heures. Toute la journée, les recherches restent vaines.
Le 7 décembre 1946, l'U-2326 est considéré comme perdu avec les 19 marins, ingénieurs et techniciens qui étaient à son bord.

## Hypothèses
Le naufrage de l'U-2326 reste un mystère, l'épave n'ayant jamais été retrouvée. 
Il pourrait provenir soit d'un défaut de fabrication soit plus probablement d'une méconnaissance des capacités du navire. 
N'ayant qu'une faible connaissance des sous marins de type XXIII, il est possible que l'équipage ait plongé trop profondément. Une pression excessive aurait pu alors engendrer la rupture partielle ou totale de la coque.

## Nom
Selon la tradition d'après-guerre de baptiser les nouveaux bâtiments du nom de commandants français de navires disparus, l'U-2326 aurait dû s'appeler Lavallée.